# میکروفون نواری
میکروفون نواری (به انگلیسی: ribbon microphone) نوعی میکروفون است که از یک نوار آلومینیومی، دورآلومینیوم یا نانوفیلم نازک از نوار رسانای الکتریکی که بین قطب‌های آهنربا قرار می‌گیرد برای تولید ولتاژ توسط القای الکترومغناطیسی استفاده می‌کند. میکروفون‌های نواری معمولاً دوسویه هستند، به این معنی که صداها را از هر طرف میکروفون به خوبی دریافت می‌کنند.

## اصول کارکرد

الگوی حساسیت یک میکروفون دوسویه (نقطه قرمز) که از بالا مشاهده می‌شود.

در یک میکروفون سیم‌پیچ متحرک، دیافراگم به یک سیم‌پیچ متحرک سبک متصل می‌شود که هنگام حرکت به جلو و عقب بین قطب‌های آهنربای دائمی، ولتاژ تولید می‌کند. در میکروفون‌های نواری، یک نوار فلزی سبک بسیار نازک (معمولاً موجدار) بین قطب‌های آهنربا معلق است. با ارتعاش نوار، ولتاژی در زوایای قائم به سرعت نوار و جهت میدان مغناطیسی القا می‌شود و توسط اتصال‌هایی در انتهای نوار برداشته می‌شود. میکروفن‌های نواری را «میکروفون سرعتی» نیز می‌نامند، زیرا ولتاژ القایی متناسب با سرعت نوار و درنتیجه ذرات هوا در موج صوتی است، برخلاف برخی از میکروفون‌های دیگر که ولتاژ متناسب با جابجایی دیافراگم و هوا است.
یکی از مزیت‌های مهمی که میکروفون نواری در زمان معرفی داشت این است که نوار بسیار سبک آن که تحت کشش بسیار کمی است فرکانس تشدید کمتر از ۲۰ هرتز دارد؛ برخلاف فرکانس تشدید معمولی دیافراگم‌ها در میکروفون‌های با کیفیت بالا معاصر که از فناوری‌های دیگری استفاده می‌کنند. فرکانس تشدید معمولی این میکروفون‌ها در محدوده شنوایی انسان است؛ بنابراین حتی میکروفون‌های نواری بسیار اولیه که به صورت تجاری در دسترس بودند، پاسخ فرکانسی بسیار خوبی در سراسر محدوده اسمی شنوایی انسان (۲۰ هرتز تا ۲۰ کیلوهرتز برای عنفوان جوانی) داشتند.
ولتاژ خروجی میکروفون‌های نواری قدیمی‌تر معمولاً در مقایسه با میکروفون‌های سیم‌پیچ متحرک بسیار کم است و از ترانسفورماتور افزایش دهنده برای افزایش ولتاژ خروجی و افزایش امپدانس خروجی استفاده می‌شود. میکروفون‌های نواری نوین به دلیل بهبود آهنرباها و ترانسفورماتورهای کارآمدتر از این مشکل رنج نمی‌برند و دارای سطوح خروجی هستند که می‌توانند از میکروفون‌های دینامیک طبقه معمولی فراتر بروند.

اصول کارکرد

میکروفن‌های نواری زمانی ظریف و گران بودند، اما مواد نوین، برخی از میکروفون‌های نواری امروزی را بسیار بادوام می‌کنند و بنابراین می‌توان از آن‌ها برای موسیقی عامه‌پسند و کارهای صحنه استفاده کرد. آن‌ها به دلیل توانایی‌شان در ثبت جزئیات با فرکانس بالا، در مقایسه با میکروفون‌های خازنی که اغلب می‌توانند به‌طور ذهنی «تهاجمی» یا «شکننده» در انتهای بالای طیف فرکانس به نظر برسند، بسیار ارزشمند هستند. با توجه به الگوی انتخاب دوسویه، میکروفون‌های نواری ممکن است به صورت جفت برای تولید آرایه ضبط جفت بلوملاین استفاده شوند. علاوه بر الگوی استاندارد دریافت دوسویه، میکروفون‌های نواری را می‌توان به گونه ای پیکربندی کرد که دارای الگوی کاردیوئید، هیپرکاردیوئید، و الگوی متغیر باشد.
از آنجایی که بسیاری از میکسرها به منظور امکان استفاده از میکروفن‌های خازنی مجهز به برق فانتوم هستند، هنگام استفاده همزمان از میکروفن‌های خازنی و نواری باید مراقب بود. اگر میکروفون نواری به درستی سیم‌کشی نشده باشد، چیزی که در میکروفون‌های قدیمی‌تر دیده نشده است، این قابلیت می‌تواند به برخی از عناصر نواری آسیب برساند. با این حال، بهبود در طرح‌ها و مواد باعث شده است که این نگرانی‌ها در میکروفون‌های نواری نوین تا حد زیادی بی‌اهمیت باشد.

## تاریخچه

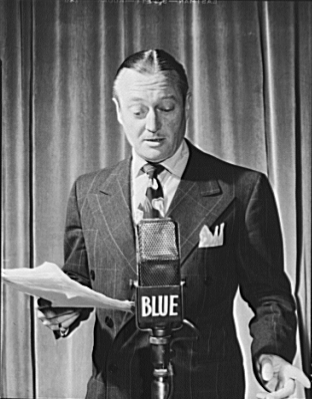
ادموند لو با استفاده از میکروفون نواری در سال ۱۹۴۲

در اوایل دهه ۱۹۲۰، دکتر. والتر اچ. شاتکی و اروین گرلاخ اولین میکروفون نواری را با هم اختراع کردند. با چرخاندن مدار نواری در جهت مخالف، اولین بلندگوی نواری را نیز اختراع کردند. چند سال بعد، دکتر هری اف. اولسون از آرسی‌ای شروع به توسعه میکروفون‌های نواری با استفاده از سیم‌پیچ‌های میدانی و آهنرباهای دائمی کرد. آرسی‌ای فوتوفون نوع PB-31 به صورت تجاری در سال ۱۹۳۱ تولید شد و تأثیر زیادی بر صنایع ضبط و پخش صدا گذاشت. میکروفون‌های خازنی در آن زمان نمی‌توانستند با پاسخ فرکانسی آن مقایسه شوند. تالار موسیقی رادیو سیتی در سال ۱۹۳۲ از PB-31 استفاده کرد. سال بعد، آرسی‌ای میکروفون سرعتی نوع 44A را معرفی کرد. کنترل تُن و الگوی آن به کاهش بازآوایش کمک کرد. بسیاری از مدل‌های نواری آرسی‌ای هنوز توسط مهندسان صوت مورد استفاده و معتبر هستند.
بی‌بی‌سی-مارکونی نوع A یک میکروفون نواری نمادین بود که بین سال‌های ۱۹۳۴ و ۱۹۵۹ توسط بی‌بی‌سی و مارکونی تولید همچنین نکته قابل توجه ST&C کلوز ۴۰۳۸ (یا PGS - گرادیان فشار تکی) است که توسط بی‌بی‌سی در سال ۱۹۵۴ طراحی شد و هنوز برای برخی از کاربردها تا به امروز استفاده می‌شود. کاربردهای تاریخی آن از سخنرانی گرفته تا کنسرت‌های سمفونیک متفاوت بوده و به عنوان یک میکروفون سنتی ظریف و حساس در نظر گرفته می‌شود. بیرداینامیک ام ۱۶۰ آلمانی در سال ۱۹۵۷ معرفی شد که دارای یک عنصر میکروفون کوچکتر با دو عدد نوارهای ۱۵ میلی‌متری برای ایجاد یک الگوی دریافت بسیار جهت‌دار ترکیب شده، بود. این میکروفون ثابت کرد که در استودیوهای ضبط محبوبیت دارد.
در حدود سال ۲۰۰۲، میکروفون‌های نواری نسبتاً ارزان (۸۰ تا ۲۰۰ دلار) تولید شده در چین و با الهام از آرسی‌ای-۴۴ و میکروفون‌های نواری اوکتاوا شوروی قدیمی‌تر در دسترس قرار گرفتند. استوارت تاورنر مستقر در بریتانیا و شرکت او ایکس‌آدیو «دِ بیب» را توسعه دادند که میکروفون‌های نواری قدیمی رسلو را برای تُن صوتی بهتر، عملکرد و خروجی افزایش یافته تغییر دادند.
در سال ۲۰۰۷، میکروفون‌هایی که از عناصر نواری ساخته شده از نانومواد قوی استفاده می‌کردند، در دسترس قرار گرفتند که درجه‌ای از بهبود بزرگای خلوص سیگنال و سطح خروجی را ارائه می‌کردند.
میکروفون نواری یک طراحی الکتریکی ساده و بدون مدار فعال است. ساختن با یک کیت یا با ابزار و مواد اولیه امکان‌پذیر است. پیچیدگی صوتی میکروفون‌های نواری با انواع دیگر مبدل‌های تزویج‌شده با هوا قابل مقایسه است.